# Chuck Berry (album)
Chuck Berry je předposlední studiové album amerického rock and rollového kytaristy a zpěváka Chucka Berryho, vydané v roce 1975.

## Seznam skladeb
1. "Swanee River"
2. "I'm Just a Name"
3. "I Just Want to Make Love to You"
4. "Too Late"
5. "South of the Border"
6. "Hi Heel Sneakers"
7. "You Are My Sunshine"
8. "My Babe"
9. "Baby What You Want Me to Do"
10. "A Deuce"
11. "Shake, Rattle and Roll"
12. "Sue Answer"
13. "Don't You Lie to Me"

## Sestava
- Chuck Berry - kytara, piáno, zpěv
- Wilbur Bascomb - baskytara
- Ingrid Berry - zpěv
- Greg Edick - baskytara
- Ernie Hayes - piáno
- Jimmy Johnson, Jr. - bicí
- Billy Peek - kytara
- Elliot Randall - kytara
- Ron Reed - bicí
- Earl Williams - bicí